# Tazozartán
A tazozartán egy angiotenzin II receptor antagonista gyógyszerhatóanyag.
1998. március 3-án visszavonták az USA-ban az FDA-hez benyújtott törzskönyvezési kérelmet, miután a fázis III klinikai vizsgálatok a vizsgálatban részt vevők jelentős részénél megemelkedett transzamináz szintet (ami a májkorosító hatás jele is lehet) mutattak.